# Élection du président du Mouvement socialiste panhellénique en 2007
L'élection du président du Mouvement socialiste panhellénique en 2007 a eu lieu le 11 novembre 2007 pour élire le nouveau président du parti Mouvement socialiste panhellénique à la suite de la demande Giórgos Papandréou de mettre son poste en jeu pour renouveler la confiance des militants du PASOK à la suite des résultats de l'élection de septembre.

## Candidats

### Inscrits
| Nom | Nom                      | Mandat(s) |
| --- | ------------------------ | --- |
|     | Giórgos Papandréou       | Président du PASOK (depuis 2004) et ancien ministre des Affaires étrangères (1999-2004)                                               |
|     | Evángelos Venizélos      | Ancien ministre de la Culture (1999-2000), candidat à partir du 16 septembre                                                          |
|     | Konstantínos Skandalídis | Ancien ministre de l'Intérieur, de l'Administration publique et de la Décentralisation (2001-2004), candidat à partir du 28 septembre |

Evángelos Venizélos est soutenu par Andréas Lovérdos, Christos Verelis ancien ministre des Transports et des Communications (2000-2004), George Floridis, George Lianis, Michalis Neonakis, Stavros Soumakis et  Kimon Koulouris.

### Déclinés
| Nom | Nom                    | Mandat(s) |
| --- | ---------------------- | --- |
|     | Michális Chryssohoïdis | Ancien ministre de l'Ordre public (1999-2003)                                                                                 |
|     | Theódoros Pángalos     | Ancien ministre des Affaires étrangères (1996-1999), n'est plus candidat à partir du 7 octobre                                |
|     | Ánna Diamantopoúlou    | Ancienne Commissaire européenne à l'Emploi et aux Affaires sociales (1999-2004), n'est plus candidate à partir du 1er octobre |

## Résultats
|       | Giórgos Papandréou       | 427 021 | 55,91 % |
|       | Evángelos Venizélos      | 291 593 | 38,18 % |
|       | Konstantínos Skandalídis | 43 848  | 5,74 %  |
| Total | Total                    | 769 156 | 100 %   |